# Who's That Girl (coloană sonoră)
Who's That Girl este prima coloană sonoră a Madonnei, lansat pe 21 iulie 1987 de Sire Records. A fost lansat pentru a acompania filmul Who's That Girl, în care avusese rolul principal. A fost lansat în vara anului 1987, și, spre deosebire de film, a fost un mare succes, fiind certificat cu discurile de aur și platină pentru vânzări în Statele Unite.